# Halima Kanni
Halima Kanni, née le 14 mars 1964 à Grombalia, est une femme politique tunisienne, membre de l'assemblée constituante élue le 23 octobre 2011.
Elle représente le parti islamiste Ennahdha dans la deuxième circonscription de Tunis.

## Biographie
Elle effectue son cursus scolaire à Grombalia, où elle obtient son baccalauréat scientifique en 1983. Elle poursuit ensuite des études de médecine à la faculté de médecine de Tunis, effectue son internat en France, puis obtient son doctorat au sein du service des maladies génétiques et héréditaires de l’hôpital Charles-Nicolle. Elle est alors membre du mouvement islamiste Ennahdha au sein des sections jeunes et universitaire.
Élue à l'assemblée constituante le 23 octobre 2011, elle y représente Ennahdha dans la deuxième circonscription de Tunis et siège à la commission des collectivités publiques régionales et locales et de la commission de l'infrastructure et de l'environnement.